# Teologie catafatică
Teologia catafatică (uneori scris katafatică), cunoscută și drept teologie pozitivă, este un tip de teologie care folosește termeni „pozitivi” pentru a se referi la divinitate, în special la Dumnezeu (de exemplu, termeni care se referă la ce se crede că este divinitatea, în timp ce teologia apofatică (negativă) subliniază ce nu este divinitatea).

## Etimologie
Termenul „catafatic” provine din termenul grecesc katafasis (κατάφασις), care înseamnă „afirmare” sau „confirmare”, provenind de la termenii kata (κατά, „întărire”) și fanai (φάναι, „a vorbi”).

## În creștinism

### Biserica Ortodoxă
Biserica Ortodoxă susține că, cu toate că viziunea catafatică poate să ofere cunoștințe legate de Dumnezeu, această metodă este imperfectă. Singura metodă perfectă prin care Îl poți studia pe Dumnezeu este cea apofatică, deoarece teologia catafatică privește ceea ce există, în timp ce Dumnezeu este dincolo de orice existență.

### Biserica Catolică
Numeroși sfinți venerați de Biserica Catolică au fost susținători ai teologiei catafatice, printre care cei mai importanți au fost Augustin de Hipona și Anselm de Canterbury. De asemenea, în lucrarea sa Viața lui Moise, Grigore de Nyssa a susținut puncte de vedere catafatice. 